# Octujub o Campeche
Octujub o Campeche är en ort i Mexiko.   Den ligger i kommunen Aquismón och delstaten San Luis Potosí, i den centrala delen av landet, 240 km norr om huvudstaden Mexico City. Octujub o Campeche ligger 1 045 meter över havet och antalet invånare är 621.
Terrängen runt Octujub o Campeche är huvudsakligen kuperad, men österut är den bergig. Runt Octujub o Campeche är det ganska tätbefolkat, med 134 invånare per kvadratkilometer. Närmaste större samhälle är Tamcuime, 10,0 km nordost om Octujub o Campeche. I omgivningarna runt Octujub o Campeche växer i huvudsak städsegrön lövskog.